# 沃羅霍布斯科耶湖
56°00′24″N 30°25′14″E / 56.00667°N 30.42056°E

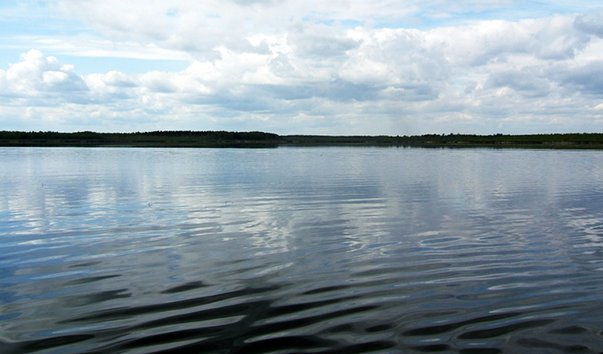

沃羅霍布斯科耶湖（俄语：Ворохобское），是俄羅斯的湖泊，位於該國西北部，由普斯科夫州負責管轄，處於大盧基區，面積2.3平方公里，海拔高度138米，集水區面積1,232平方公里，平均水深1.6米，最大水深3.5米。